# 30169 Raghavganesh
30169 Raghavganesh è un asteroide della fascia principale. Scoperto nel 2000, presenta un'orbita caratterizzata da un semiasse maggiore pari a 2,3083677 UA e da un'eccentricità di 0,1289710, inclinata di 2,46913° rispetto all'eclittica.